# На чорних лядах
«На чорних лядях» (білор. «На чорных лядах»)  — білоруський художній фільм 1995 року, знятий Валерієм Пономаревим за мотивами творів Василя Бикова «На чорних лядах» і «Перед кінцем». Фільм розповідає про партизанів БНР що боролися проти більшовицької окупації та став своєрідною відповіддю на встановлення диктатури Лукашенка у 1995.

## Сюжет
Кінець Слуцького повстання 1920 року. Декілька 
білоруських повстанців, різного походження і різних поглядів, ідуть лісами намагаючись сховатись від 
більшовиків, але незабаром розуміють, що повністю оточені. Вони дізнаються, що червоні вбивають полонених, чиї тіла потім возять по селах для впізнання. Родичів також розстрілюють чи репресують. Щоб не помирати в муках в полоні , повстанці ухвалюють рішення вчинити в глухому місці групове самогубство.

## Історія створення
Прем'єра фільму мала пройти невдовзі після проведеного з ініціативи Лукашенка референдуму 1995 року, але так і не відбулася, нібито через те, що єдина копія фільму була вкрадена. Пізніше вона нібито знайшлася, але у широкий прокат фільм уже не вийшов. Відбулося лише кілька обмежених показів. За даними деяких ЗМІ, негласне рішення про заборону фільму було прийнято Володимиром Заметаліним, який на той час очолював Головне ідеологічне управління в Адміністрації президента. Наприкінці 1990-х і на початку 2000-х років фільм поширювався на піратських відеокасетах і дисках, одна з копій була оцифрована і викладена в інтернет. Білорусьфільм, який володіє авторськими правами на фільм, не відповів на низку запрошень показати фільм на різних кінофестивалях. У 2020 Білорусьфільм опублікував фільм на своєму офіційному каналі на Youtube, на підтримку протестів проти диктатури Лукашенка

## Значення назви
Слово «лядо» у землеробстві позначає місце вирубування чи випалювання лісу під ріллю. В англомовних джерелах фільм отримав назву «On Black Ice», можливо, через помилковий переклад слова «ляди» як «льоди» у назві оповідання Бикова